# Weingut Alzinger

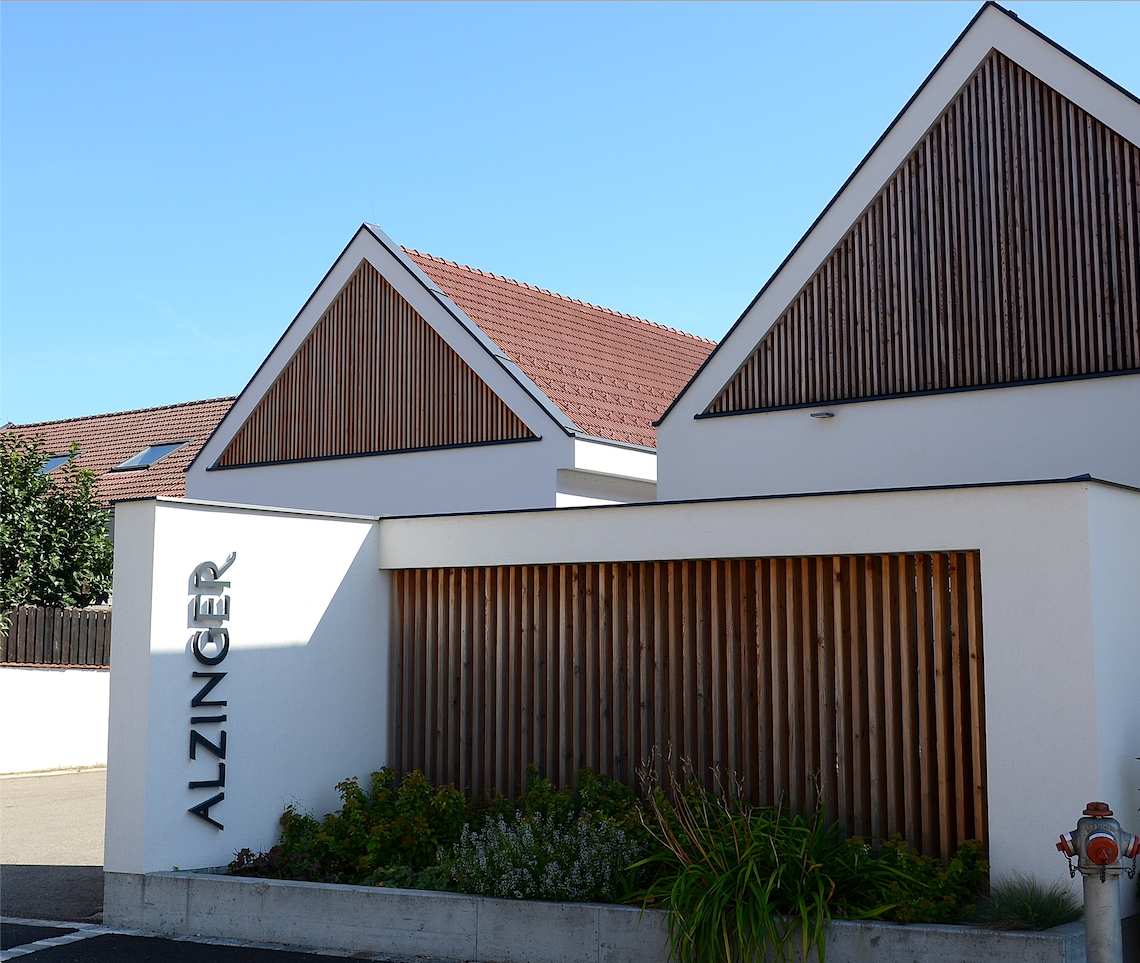
Weingut Alzinger

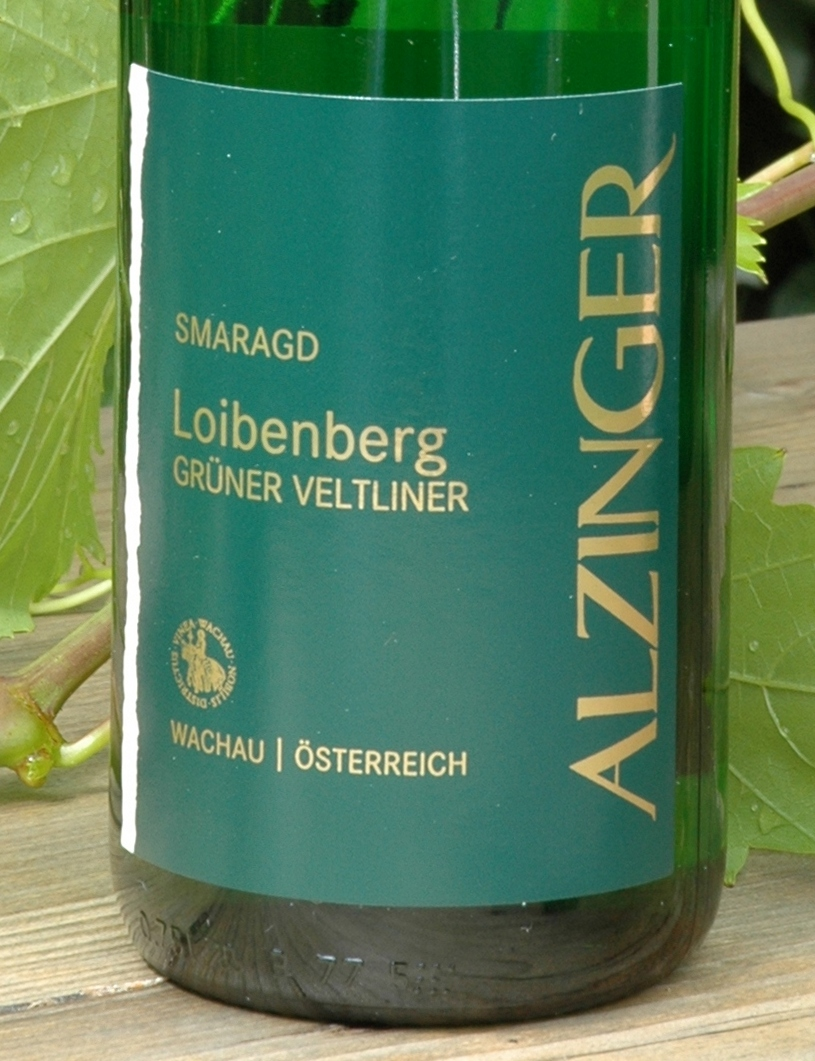
Etikett des Weingutes Alzinger

Das Weingut Alzinger in Unterloiben bei Dürnstein ist ein österreichisches Weingut im Weinbaugebiet Wachau in Niederösterreich.

## Geschichte
Die Erfolgsgeschichte des Weinguts Alzinger begann, als Leo Alzinger (* 1946) den Wein des Jahrgangs 1982 erstmals in Flaschen füllte. Bis dahin hatte die Familie Alzinger Trauben an die Winzergenossenschaft abgeliefert. Nachdem Leo Alzinger mit der Flaschenfüllung begonnen hatte, verlief der Aufstieg des Weinguts rasant. Bereits mit den Jahrgängen 1985 und 1986 machten Alzinger-Weine in Fachkreisen von sich reden. Mit dem 1987er Grünen Veltliner wurde Alzinger Vinaria-Sieger. Der völlige Durchbruch gelang mit dem Jahrgang 1990. Der britische Weinkritiker Stuart Pigott hatte mit je 12 Rieslingen dieses Jahrgangs aus dem Elsass, aus Deutschland und aus Österreich Verkostungen in London, New York und Paris organisiert. Alzingers Riesling landete im Spitzenfeld.
Seit mit dem Jahrgang 1982 mit der Flaschenfüllung begonnen worden war, kam sukzessive eine gute Lage nach der anderen hinzu. Schon bald zählten Alzingers Grüne Veltliner und Rieslinge aus Rieden wie Steinertal oder Loibenberg zum Feinsten, was aus Wachauer Weintrauben gekeltert wurde. Bekannt ist das Weingut für das enorme Lagerpotenzial der Weine. Seit dem Jahr 2014 wird das Weingut von Leo Alzinger (* 1979) geleitet. Nach einer Neukonzeption des Betriebsgebäudes wurde das Weingut Alzinger 2017 mit dem Architekturpreis für vorbildliches Bauen in Niederösterreich ausgezeichnet. Das Weingut ist Mitglied der Vinea Wachau Nobilis Districtus.

## Rebfläche, Sorten
Die Rebfläche beträgt 10 Hektar (Stand 2017), ausschließlich mit weißen Rebsorten, hauptsächlich Grünem Veltliner und Rheinriesling, aber auch mit Chardonnay bestockt. Die bekanntesten Weine kommen aus den Lagen Steinertal und Loibenberg und werden häufig als Smaragd oder Federspiel ausgebaut. Die restlichen Rebbestände verteilen sich auf die Rieden Frauenweingarten, Mühlpoint, Hochstrasser, Höhereck, Hollerin und Liebenberg. Hugh Johnson beschreibt das Weingut als „herausragendes Gut in der Wachau mit konzentriertem, mineralischem Riesling und Grünem Veltliner“.